# سلول بنیادی سرطان
سلول‌های بنیادی سرطانی (به انگلیسی: Cancer stem cell) سلول‌های سرطانی هستند که در تومور یا سرطان‌های مربوط به خون یافت می‌شوند و دارای مشخصاتی شبیه به سلول‌های بنیادی طبیعی (خصوصاً از نظر توانایی در تبدیل شدن به همه انواع سلول‌ها) هستند.
سلول‌های بنیادی سرطانی، ایجاد کننده تومور(tumorigenic) هستند. CSCها ممکن است در هنگامی که خود نوسازی (Self-renewal) می‌کنند یا به سایر انواع سلولی تمایز پیدا می‌کنند، تومور تشکیل دهند.
به نظر می‌رسد چنین سلول‌هایی به صورت یک جمعیت مجزا در داخل تومور حفظ می‌شوند و سپس با رشد خود باعث عود و متاستاز شده و تومور جدیدی ایجاد می‌کنند؛ بنابراین توسعه درمان‌هایی که در آنها CSCها هدف‌گیری می‌شوند، برای بیماران مبتلا به سرطان و خصوصاً آنهایی که دچار متاستاز شده‌اند، بسیار نویدبخش است.
درمان‌های سرطان که اکنون در دسترس هستند عموماً بر پایه مدل‌های حیوانی توسعه یافته‌اند. با این حال حیوانات مدل‌های کاملی برای بیماری‌های انسان محسوب نمی‌شوند. به عنوان مثال، مطالعه عود سرطان بر روی موش که بیش از ۲ سال عمر نمی‌کند، مشکل و غیرقابل اعتماد است. اثر بخشی درمان سرطان در مراحل اولیه آزمایش اغلب توسط fractional kill اندازه‌گیری می‌شود. اگر CSCها تنها نسبت اندکی از تومور را تشکیل داده باشند، استفاده از داروهایی که به صورت اختصاصی بر روی سلول‌های بنیادی اثر کند، ضرورت ندارد.
باور بر این است که شیمی درمانی مرسوم، سلول‌های در حال تمایز یا تمایز یافته را که بخش اعظم تومور را تشکیل می‌دهند از بین می‌برد. اما سلولی جایگزین آنها نمی‌شود. جمعیتی از CSCها که به آن رشد کرده‌اند، می‌توانند دست نخورده باقی بمانند و بعداً عود کنند.
سلول‌های بنیادی سرطانی اولین بار در اواخر سال ۱۹۹۰ توسط جان دیک در بیماری میلوئید لوکمیای شدید شناسایی شد.
در سال 1997 ، Bonnet و همکاران، برای اولین بار شواهد تجربی قابل توجهی از سلول های بنیادی سرطانی در لوسمی میلوئید حاد نشان دادند، که در آن جمعیتی از سلول های لوسمی CD34+ CD38- دارای خصوصیات سلول های بنیادی مانند تکثیر، خودنوسازی و تمایز بودند. بنابراین این نوع از سلول های لوسمی به عنوان سلول های بنیادی سرطانی در نظر گرفته شدند. بعدا تومورهای جامد مانند پستان، ریه، کبد، سر و گردن، لوزالمعده، معده، سرطان روده بزرگ ، گلیوما، سرطان مثانه، ملانوما و سرطان سلول های کبدی به عنوان سلول های بنیادی سرطانی شناخته شدند.
طی دو دهه گذشته، تحقیقات مختلفی برای درک ویژگی های بیولوژیکی سلول های بنیادی سرطانی، فاکتورهایی که در خود نوسازی، پتانسیل تکثیر بالا و تمایز آنها دخیل اند، انجام شده است. زیرا این ویژگی ها سلول های بنیادی را منحصر به فرد می سازد به خصوص ویژگی خود نوسازی، بسیار قابل توجه است به این دلیل که از بین رفتن آن با ایجاد بدخیمی و تومور زایی ارتباط دارد. به منظور شناسایی خصوصیات سلول های بنیادی سرطانی، شناسایی و جداسازی آنها از کل جمعیت سلولی حائز اهمیت است. وجود برخی پروتئین های سطحی در سلول های بنیادی سرطانی که شامل گیرنده ها و آنتی ژن ها هستند، می¬تواند یکی از بهترین روش های تشخیصی برای جداسازی این سلول ها در تومور های مختلف باشد. CD44 ، CD24و CD133 از نشانگرهای اصلی سلول های بنیادی سرطانی در تومورهای توپر است. 